# Carl Amery
Carl Amery, pseudónimo de Christian Anton Mayer (Múnich, 9 de abril de 1922-Múnich, 24 de mayo de 2005), fue un escritor alemán de ciencia ficción y activista ecológico.
Fue miembro del Gruppe 47, presidente de la asociación de escritores alemanes en 1976/77 y, entre 1989 y 1991, presidente de PEN Club Internacional de Alemania. De 1967 a 1974 fue miembro del SPD, y después perteneció al GVP. A continuación fue uno de los fundadores del partido Los Verdes y director de la Wasserallianz de Múnich. En 1997 obtuvo el premio Wilhelm Hoegner.

## Vida personal
Hijo del historiador de arte Anton Mayer-Pfannholz, en su infancia vivió principalmente en Passau y Freising. En Passau asistió al Humanistisches Gymnasium Passau y en Freising al Dom-Gymnasium. Ambas ciudades dejaron huellas en su obra. Passau aparece en sus novelas Der Wettbewerb y Der Untergang der Stadt Passau. Freising aparece en su novela Das Geheimnis der Krypta. Fue becario del Stiftung Maximilianeum  y estudió Filología en la Universidad de Múnich y en la Universidad Católica de América.
En 1941 fue reclutado por el ejército. En 1943 fue hecho prisionero de guerra en la campaña de Túnez. Regresó a Múnich en 1946 y reanudó sus estudios de lingüística y crítica literaria. Comenzó a escribir, empezando con cuentos cortos bajo el nombre de Chris Mayer. Después eligió el seudónimo de Carl Amery, siendo Amery un anagrama de Mayer.
Murió de enfisema el 24 de mayo de 2005 y fue enterrado en el cementerio de Ostfriedhof (Múnich) el 30 de mayo de 2005.

## Trabajo
En 1954 se publicó la primera novela de Amery, The Competition. En 1958, ahora miembro de la asociación de escritores Gruppe 47, su novela Die große Deutschlandtour estableció su reputación como escritor satírico.
En 1963 se publicaron sus publicaciones Die Kapitulation oder Deutscher Katholizismus heute y Das Ende der Vorsehung. Die gnadenlosen Folgen des Christentums revelaron otro lado de su obra. Asignó el ecocidio global al cristianismo y eso lo predestinó como líder intelectual de la ecología política. Otras publicaciones, en particular The Ecoological Opportunity, y su compromiso personal enfatizaron este liderazgo. Fue uno de los primeros miembros de la Alianza 90/Los Verdes y en 1980 fundó la sociedad independiente EF Schumacher.
De 1967 a 1971 fue director de la Biblioteca Municipal de Múnich.
En 1974 se dedicó a la ciencia ficción y la fantasía, un paso poco habitual para un autor de "alta literatura", influenciado sobre todo por G. K. Chesterton. Sus novelas de ciencia ficción fueron Das Königsprojekt (1974), Der Untergang der Stadt Passau (1975) y An den Feuern der Leyermark (1979). En opinión del estudioso de la literatura ambiental alemana Axel Goodbody, Der Untergang der Stadt Passau dramatiza hábilmente la ecología a través de la ciencia ficción.
Dos novelas más abordan la fantasía y la espiritualidad bávara: Die Wallfahrer (1986) y Geheimnis der Krypta (1990). Goodbody comenta que estas tienen una estructura más compleja que su ciencia ficción anterior y son más elaboradamente intertextuales. En su opinión, el "uso entretenido que hace Amery del mecanismo del viaje en el tiempo, su juego con la ficción y la realidad histórica, su colorida yuxtaposición de formas de género y registros lingüísticos en competencia, y su uso idiosincrásico de la metáfora, la alusión y la cita ocultan un mensaje subyacente profundamente serio".En Geheimnis der Krypta, como en An den Feuern der Leyermark o Das Königsprojekt, Amery, como por ejemplo L. Neil Smith, analizó el efecto de cambios menores en circunstancias históricas específicas sobre el cambio de la historia en general.
Ganó el Deutscher Fantasy Preis en 1996.
A partir de 1985, sus obras completas fueron publicadas como ediciones individuales por List Verlag de Munich. En 2001, Amery declaró en una entrevista que no publicaría ninguna novela por motivos de salud.

## Novelas y relatos cortos
| Título                                          | Año                   |
| ----------------------------------------------- | --------------------- |
| Der Wettbewerb                                  | 1954                  |
| Die große deutsche Tour                         | 1958                  |
| Das Königsprojekt (En checo: Kralovsky projekt) | 1974 (En checo: 1997) |
| Der Untergang der Stadt Passau                  | 1975                  |
| An den Feuern der Leyermark                     | 1979                  |
| Im Namen Allahs des Allbarmherzigen             | 1981                  |
| Nur einen Sommer gönnt Ihr Gewaltigen           | 1985                  |
| Die starke Position oder Ganz normale MAMUS     | 1985                  |
| Die Wallfahrer                                  | 1986                  |
| Das Geheimnis der Krypta                        | 1990                  |

## Ensayos
| Título | Año                 |
| --- | ------------------- |
| Die Kapitulation; oder, Deutscher Katholizismus heute (En inglés: Capitulation: an Analysis of Contemporary Catholicism) | 1963 (inglés: 1967) |
| Fragen an Welt und Kirche. 12 Essays                                                                                     | 1967                |
| Das Ende der Vorsehung. Die gnadenlosen Folgen des Christentums                                                          | 1972                |
| Natur als Politik. Die ökologische Chance des Menschen.                                                                  | 1976                |
| G. K. Chesterton oder der Kampf gegen die Kälte                                                                          | 1981                |
| Leb wohl, geliebtes Volk der Bayern                                                                                      | 1982                |
| Die ökologische Chance                                                                                                   | 1985                |
| Das ökologische Problem als Kulturauftrag                                                                                | 1988                |
| Hitler als Vorläufer. Auschwitz – der Beginn des 21. Jahrhunderts?                                                       | 1998                |